# Maurice Mignon (academicus)
Maurice Mignon (Prémery, 9 augustus 1882 - Nice, 3 september 1962) was een Franse literator, literatuurwetenschapper en specialist in de Italiaanse literatuur. Hij was een productief schrijver en een drijvende kracht achter het onderzoek naar de Mediterrane cultuur.

## Leven

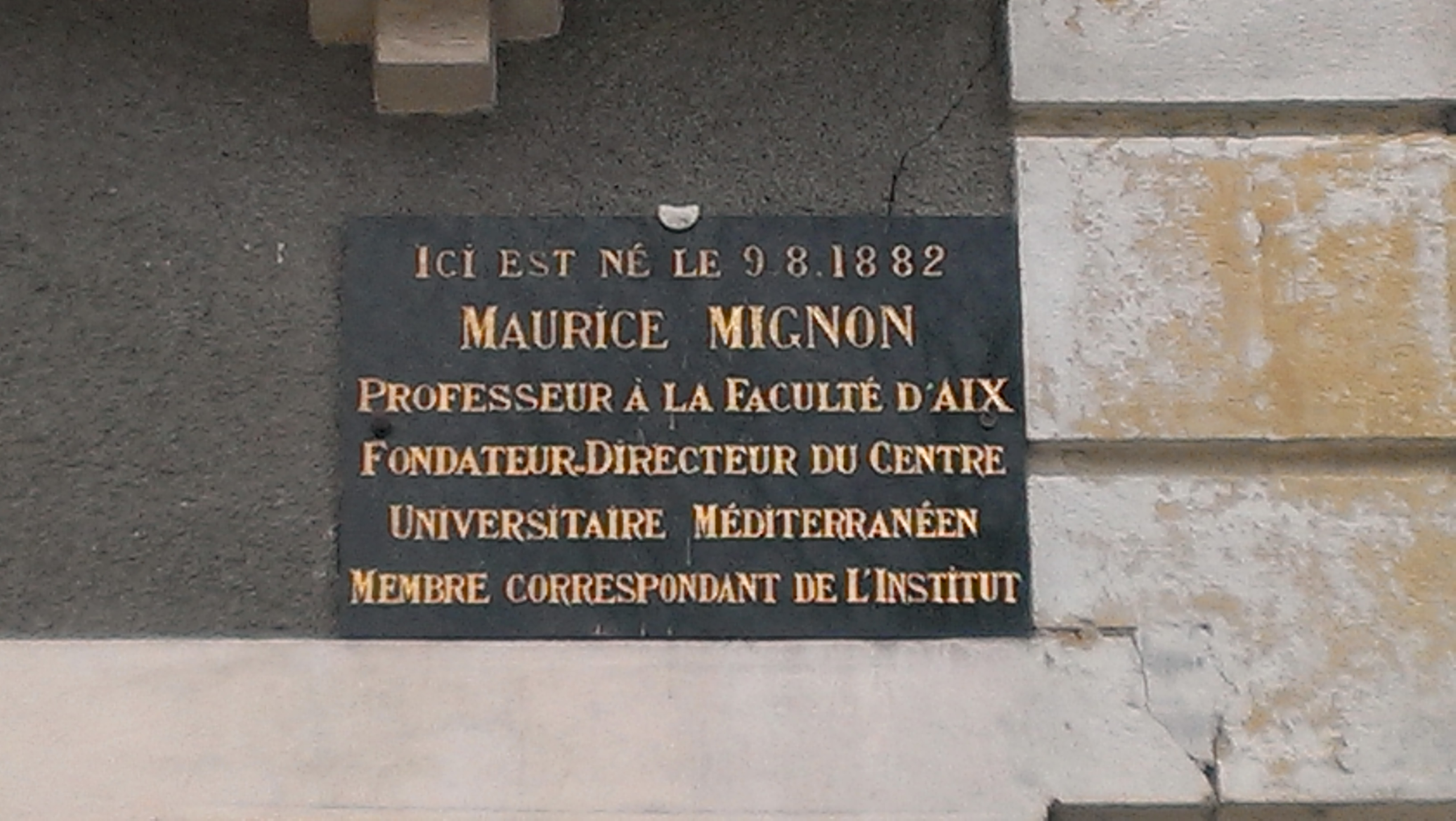
Maurice Mignon werd geboren aan de Rue de Nièvre in Prémery.

Mignon studeerde achtereenvolgens in Clamecy, Nevers en aan de École Normale Supérieure in Parijs.
Als cultureel attaché richtte hij in 1919 in Rome het Lycée français (Lycée Chateaubriand) en de Bibliothèque française de Rome in het Palazzo Farnese op. Daarna gaf hij leiding aan de Faculteiten der Letteren in Grenoble (vanaf 1921) en Aix-en-Provence (vanaf 1923); aan de laatste stichtte hij de leergang Zuid-Europese Geschiedenis. In dezelfde periode opende hij in Nice ook de Conférences d'Enseignement Supérieur. In 1933 werd hij daar directeur van het nieuwe Centre Universitaire Méditerranéen, dat vaak wordt genoemd als zijn belangrijkste prestatie. Mignon stichtte eveneens het Collège International in Cannes en de Société d'Études Dantesques en het Institut d'Études Littéraires in Nice. Hij stond mede aan de wieg van de oprichting van de Universiteit van Nice in 1965.
Aan het einde van zijn leven trok Mignon zich terug op het Château de Pressures nabij Clamecy - het landgoed dat hij erfde van zijn ouders. Hij overleed in Nice.

## Werken
Mignon schreef diverse werken over de Franse en Italiaanse literatuur:
- Études de littérature italienne (1911)
- Études sur le théâtre italien et français de la Renaissance (1923)
- Les affinités intellectuelles de l'Italie et de la France (1925)
- Nouvelles études de littérature italienne (1928)
- Dante et Saint François d'Assise (1934)
- Littérature italienne chrétienne (1935)
- Le théâtre italien contemporain (1958)
- Goldoni et Molière (1960)

In 1928 stichtte hij in Fontaine-de-Vaucluse het Petrarca-museum, op de plaats waar deze Italiaanse dichter en humanist van 1337 tot 1349 woonde.
Daarnaast wijdde Mignon diverse studies aan schrijvers uit zijn geboortestreek de Nivernais, zoals Romain Rolland, Adam Billaut, Claude Tillier, Colette, Ravisius Textor, Pierre Cotignon de la Charnaye, Achille Millien en Henri Bachelin.